# Haus Sand

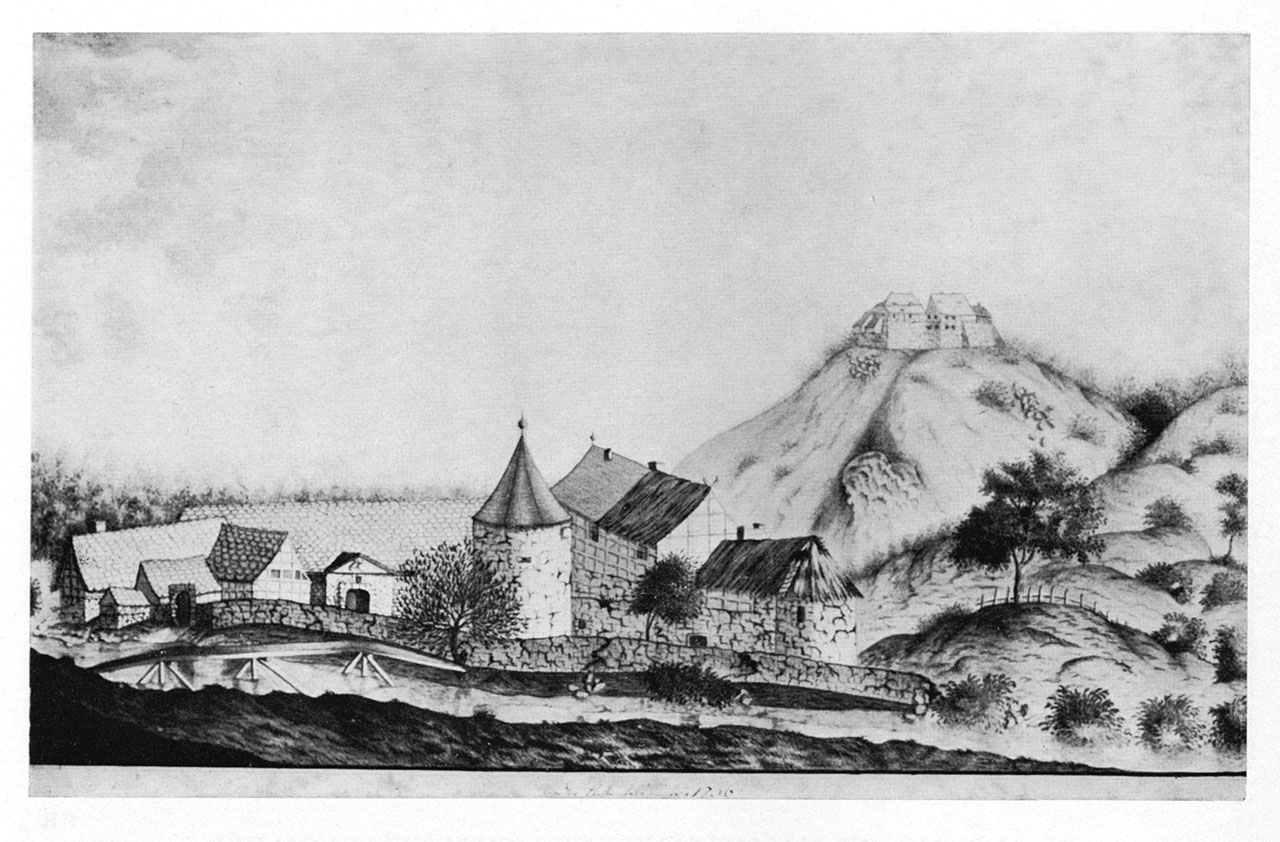
Reste der Wasserburg und das Herrenhaus Haus Sand im Tal der Orke mit Blick zur Burg Lichtenfels in einer Zeichnung von 1796

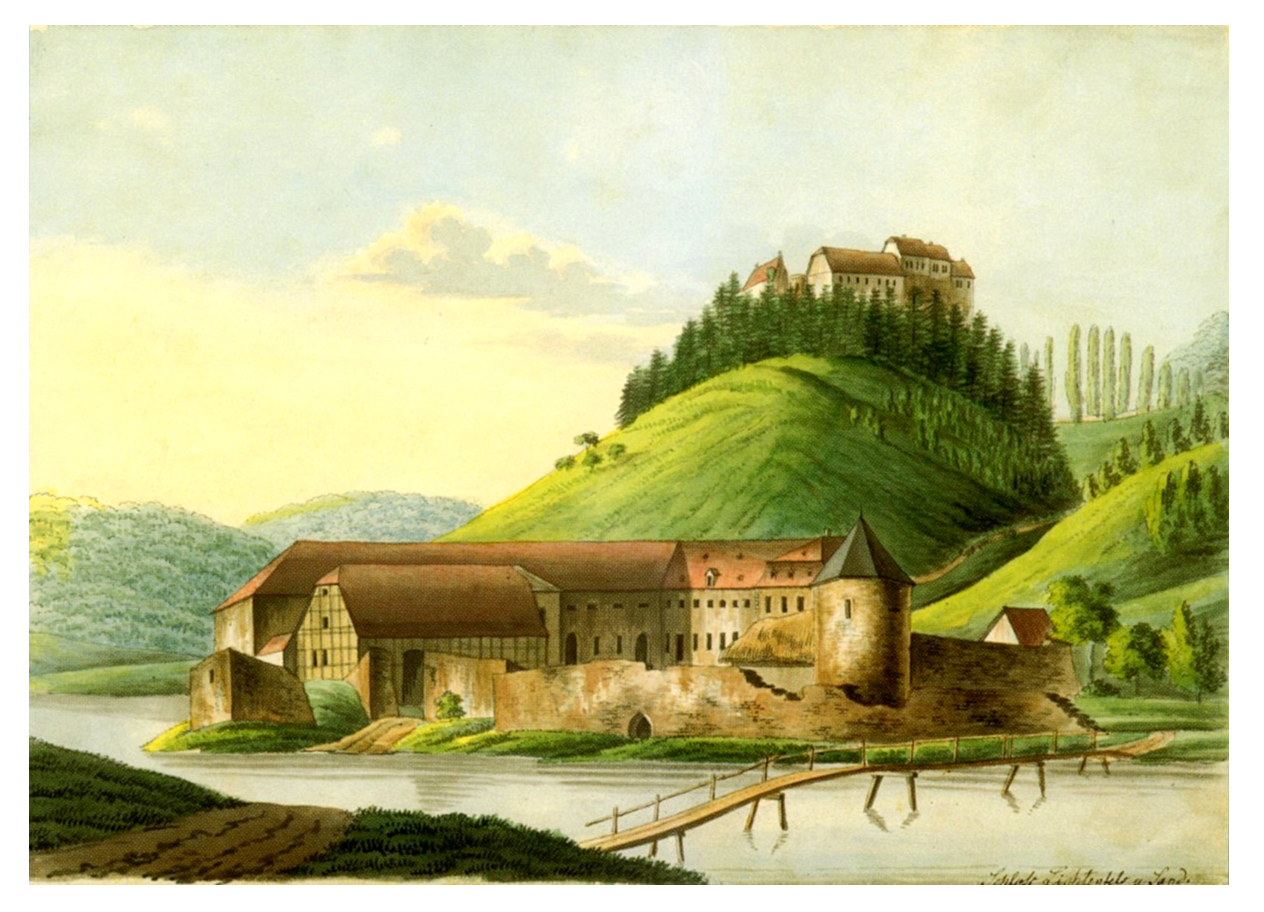
Die ähnliche Ansicht in einer Gouache von Alfred Yark um 1830

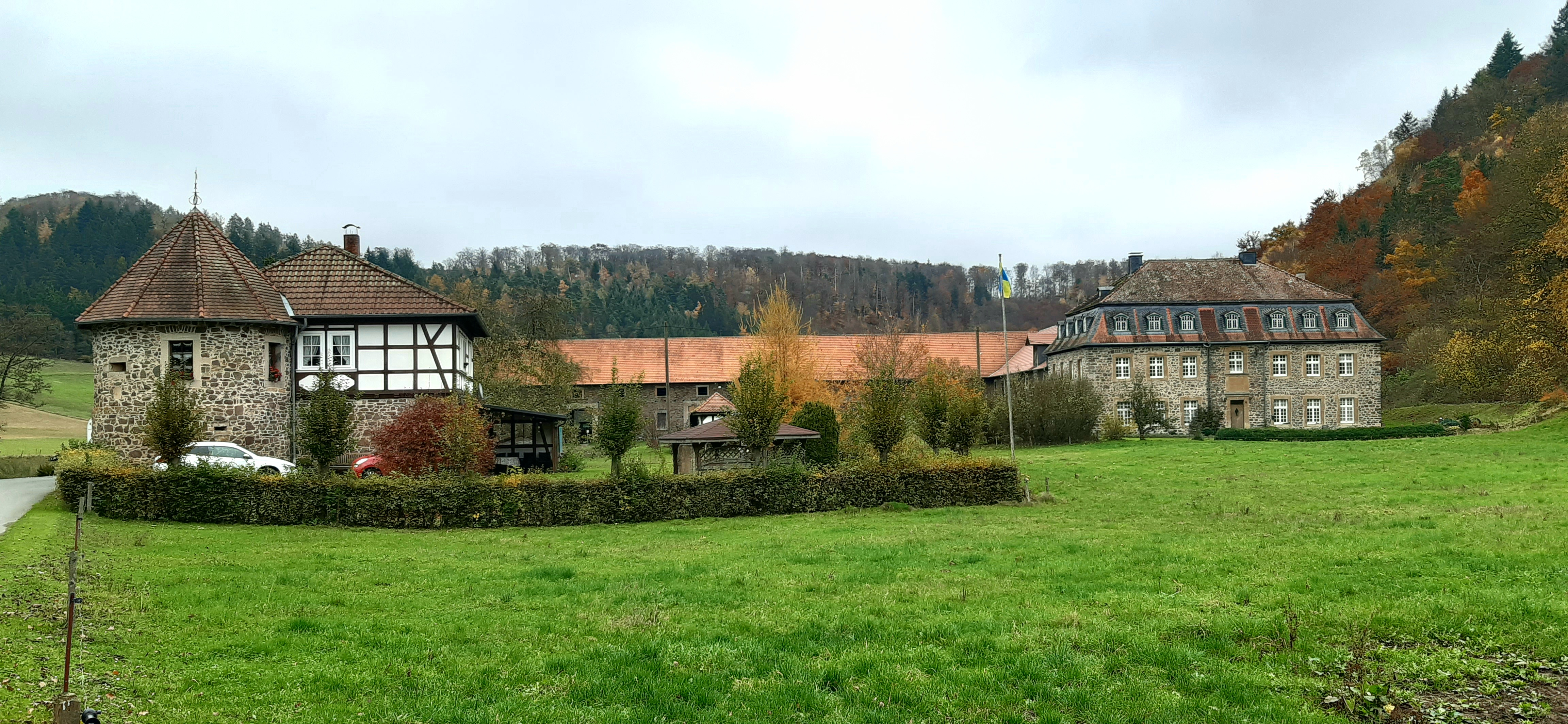
Haus Sand 2024. Blickrichtung Osten.

Haus Sand (früher Schloss Sand) ist ein neben den Resten einer Wasserburg erbautes schlossgleiches Herrenhaus und ein Gutshof in Dalwigksthal, einem Ortsteil der Stadt Lichtenfels im nordhessischen Landkreis Waldeck-Frankenberg. Es ist neben der Burg Lichtenfels, dem Haus Kampf und dem Haus Hohencampf einer der vier ehemaligen Herrensitze der Familie von Dalwigk in Dalwigksthal. Das Anwesen besteht im Wesentlichen aus einer nach Westen offenen barocken Dreiflügelanlage. Es ist in Privatbesitz und nicht öffentlich zugänglich.

## Geographische Lage und Verkehr
Haus Sand befindet sich wenige hundert Meter östlich des Dorfs am rechten, südlichen Ufer der Orke auf 312 m ü. NHN Höhe am westlichen Fuß des 383 m ü. NHN hohen, von der Burg Lichtenfels gekrönten Nordostausläufers des Eisenbergs (432,4 m ü. NHN). Hof und Haus sind über die örtliche Straße „Sandhof“ zu erreichen, die etwa 450 m weiter westlich bei der Alten Mühle Dalwigksthal von der Landesstraße L 3076 („Orketalstrasse“) nach Osten abzweigt und der Orke rechtsseitig folgt.

## Geschichte
Im Jahre 1555 ließ Franz von Dalwigk († März 1570), Begründer der Nebenlinie derer von Dalwigk zu Sand, eine Wasserburg unterhalb der Burg Lichtenfels erbauen. Franz von Dalwigk ist 1547 als Rittmeister im kaiserlichen Heer Karls V. bzw. im Regiment des Markgrafen Albrecht II. Alcibiades von Brandenburg-Kulmbach im Schmalkaldischen Krieg bekundet und war später französischer Offizier. Seine Eltern waren Bernhard von Dalwigk und dessen Frau Anna geb. von Rückershausen. Franz heiratete Agnes Spiegel zum Desenberg. Seine Grabplatte befindet sich heute an der Außenwand des Chors der Kirche in Münden. Ursprünglich und noch 1574 wurde die Burg „Neu-Lichtenfels“ („Newen-Lichtenfelß“) genannt, später dann „Haus Sand“ oder „Hof Sand“. Die großen, in rechtem Winkel zueinander angeordneten Wirtschaftsgebäude (Scheunen und Ställe) wurden um 1720 östlich der Burganlage errichtet.
Am 1. Januar 1744 wurde die Burg durch einen Großbrand weitgehend zerstört. Nur ein niedriger, runder Torturm und Teile des Mauerwerks des an diesen angebauten Torwächterhauses blieben bis heute erhalten. Erhebliche Reste der ursprünglichen Ummauerung an der Nordseite standen noch bis weit ins 19. Jahrhundert. Nach dem Brand beauftragte die Familie von Dalwigk zu Sand den Architekten und waldeckschen Hofbaumeister Julius Ludwig Rothweil mit dem Neubau eines Herrenhauses auf dem Areal des benachbarten Gutshofs. Er schuf 1744/45 das heutige Herrenhaus, im 18. Jahrhundert „Schloss Sand“ genannt.
Der von Franz von Dalwigk begründete Zweig derer von Dalwigk zu Sand erlosch im Mannesstamm 1776 und das Haus Sand fiel an die Lichtenfelser Hauptlinie des Geschlechts, die es bis 1935 in Besitz hatte, dann an einen örtlichen Landwirt verkaufte.

## Die Anlage

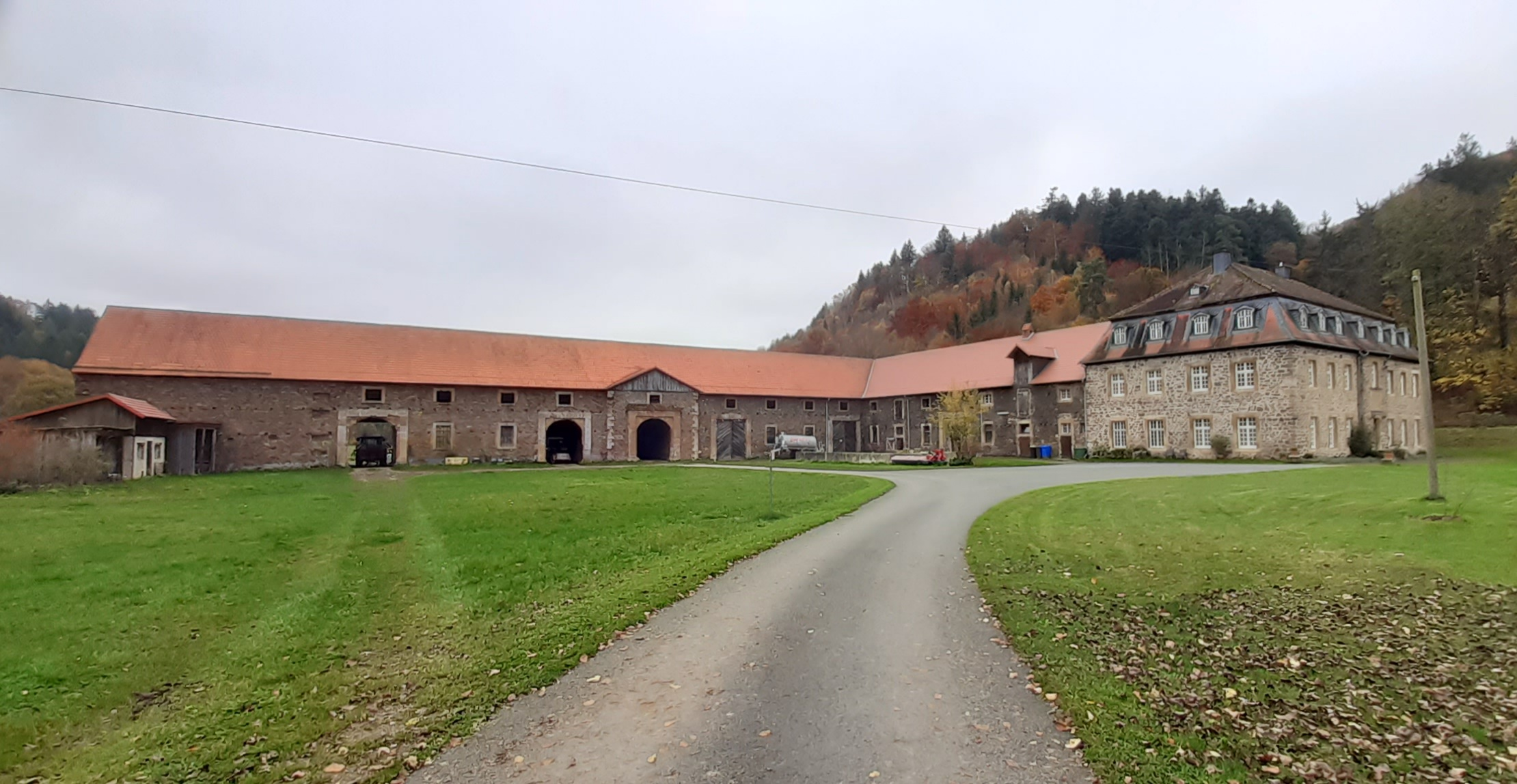
Wirtschaftsgebäude und Herrenhaus

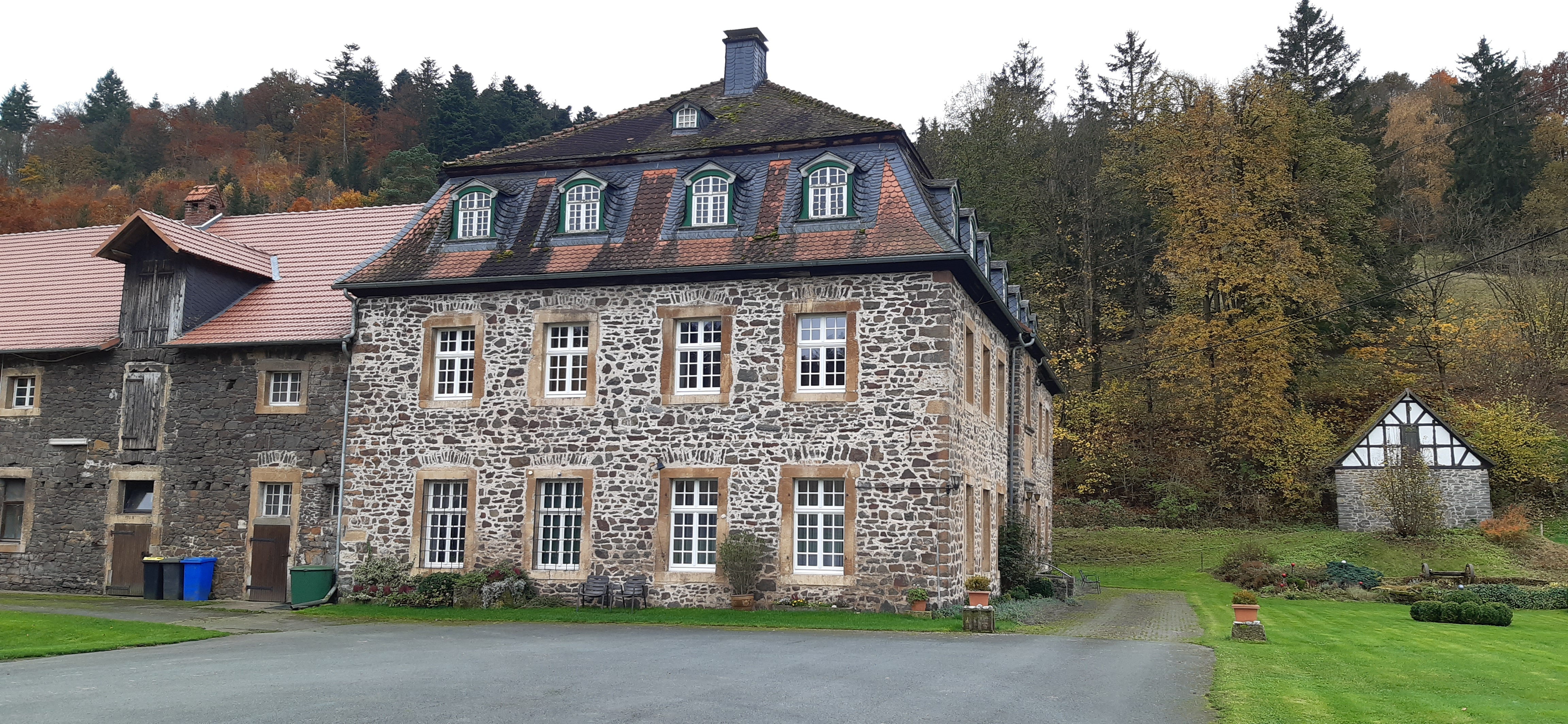
Schmalseite des Herrenhauses zur Hofseite

Rothweil entwarf ein zweigeschossiges Herrenhaus im Stil des Barock mit Mansardwalmdach. Es wurde als Pavillon an die westliche Schmalseite des Südflügels des bestehenden Wirtschaftstrakts angebaut. Es ist ein unverputzter, aus Bruchstein gemauerter Massivbau aus Sandstein. Die repräsentative Längsseite nach Westen ist siebenachsig, die beiden Schmalseiten im Norden und Süden sind vierachsig. Die Westfassade ist durch einen nur leicht hervortretenden Mittelrisaliten gegliedert, der das schlichte Rechteckportal mit Schlussstein und darüber ein hochliegendes Stichbogenfenster mit Schlussstein enthält. Die übrigen Fenster sind rechteckige Kreuzstockfenster. Das Mansardwalmdach ist verschiefert, mit im Norden und Süden jeweils vier, im Westen sieben Dachgauben im Dachgeschoss; darüber auf der Westseite zwei weitere Gauben im obersten Dachgeschoss.
Wirtschaftsgebäude bilden die Süd-, Ost- und (in geringem Ausmaß) Nordseite der Hofanlage. Es sind zweigeschossige, unverputzte Sandsteinbauten aus Bruchstein. Der an das Wohnhaus anschließende Südflügel mit den Ställen hat schlichte Fenster und ein flachbogiges Portal in rechteckiger Werksteinumrahmung mit Schlussstein. Der rechtwinklig daran anschließende Ostflügel enthält zwei Scheunen mit jeweils zwei ebensolchen Portalen an der Hofseite sowie mittig zwischen den beiden Scheunen eine Durchfahrt in einem gegiebelten und durch Quaderkanten gefassten Risaliten und mit einem Portal wie die beiden Scheunen. Fenster- und Torgewände in beiden Flügeln sind schlicht und aus Werkstein. Im Sturz eines Rechteckfensters über dem nach Osten weisenden Außenportal des Ostflügels findet sich die Inschrift „AO 1720“. An der nördlichen Giebelwand des langgestreckten, nach Norden verlaufenden Ostflügels ist ein mächtiger Strebepfeiler erhalten, Mauerrest der alten Wasserburg.
In ihrer Gesamtheit entsprechen die Gebäude der Hofanlage in ihrem äußeren Erscheinungsbild weitgehend dem in der Mitte des 18. Jahrhunderts.

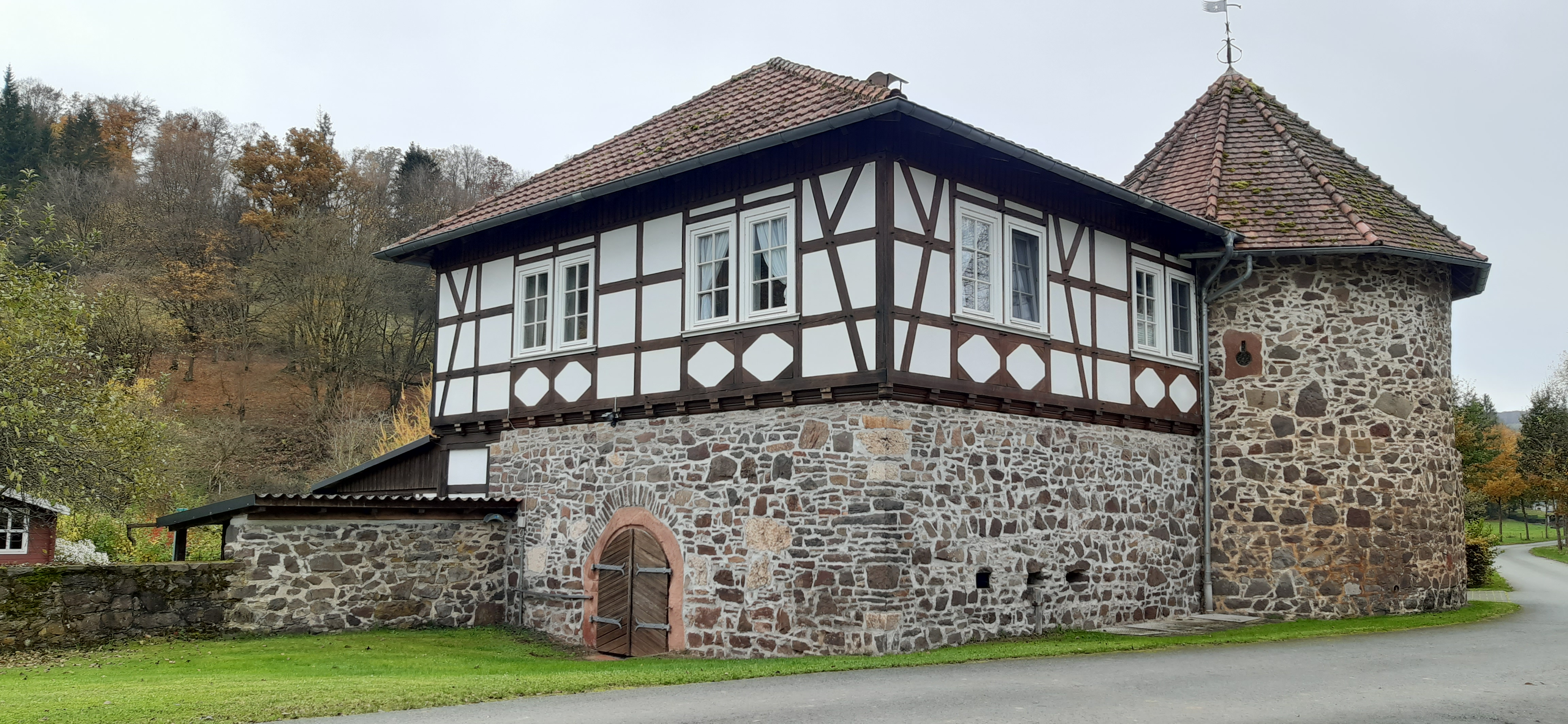
Rundturm und umgebautes Torhaus

Der zweigeschossige Rundturm aus Bruchsandstein an der Nordwestecke des Geländes ist ein Überbleibsel der Wasserburg von 1555, ebenso wie Teile des Mauerwerks im Untergeschoss des dem Turm angebauten einstigen Torhauses. Turm und Torhaus sind heute ein modernisiertes Wohnhaus, wobei dem Torhaus auf das Sandsteinuntergeschoss ein Fachwerkobergeschoss und ein Walmdach aufgesetzt wurden. In der Ostwand des Untergeschosses führt eine Tür mit Rundbogengewände in den tonnenüberwölbten Innenraum, und an der Nordwand befinden sich drei tiefliegende und radial ausgerichtete Schießscharten. An der Westseite führt eine Tür zum Treppenaufgang in das Wohnobergeschoss. Der Turm hat ein flaches, geziegeltes Kegeldach, eine nach Nordwesten ausgerichtete Schießscharte und ein bei der Umgestaltung zum Wohnhaus in die Südwestwand gebrochenes Rechteckfenster, beide im Obergeschoss.